# نويل برادلي
نويل برادلي (بالإنجليزية: Noel Bradley)‏ (17 ديسمبر 1957 بمقاطعة دونيجال في جمهورية أيرلندا - ) هو مدرب كرة قدم ولاعب كرة قدم بريطاني في مركز الظهير. لعب مع مانشستر سيتي ونادي بوري ونادي تشستر سيتي ونادي ويتون ألبيون وMossley A.F.C. ‏ وColwyn Bay F.C. ‏.